# Kolingen (film)
Kolingen är en svensk kort dramafilm från 1908 i regi av Erik Dahlberg. 

## Handling
Kolingen vaknar i sin våning vid Strandvägen och kysser morgonsolens strålar. Därefter gör han toalett och intager frukost i sitt förmak. Handlingen förflyttar sig till Värtan där Kolingen avlägger förmiddagsvisit hos Västerviks-Ludde på Villa Boxkol. Tillsammans utövar de den Lingska gymnastiken. Kolingen återvänder till staden och börjar sitt arbete. Västerviks-Ludde hjälper till. Filmen avslutas med att Kolingen är på gott humör och donerar för att slutligen knyta sig.

## Om filmen
Filmen premiärvisades 20 november 1908 på Centralbiografen tidigare kallad Nya London i Stockholm. I samband med premiären meddelades följande: Kolingen var inbjuden till vår generalrepetition. När han på scenen fick se sig utöfva Lingska gymnastiken, skrattade han af förtjusning, och när han såg huru han, berusad af sällhet, öppnar sitt hjärta och donerar sin förmögenhet, grät han af rörelse. Inspelningen skedde längs med Strandvägen och vid Lilla Värtan i Stockholm. Filmen ackompanjerades av Dompans Spiskroksvalsen. Kunskapen om filmen är inte stor. Man vet inte vilka skådespelare som spelade de två rollerna Kolingen och Västerviks-Ludde.

## Roller i urval
- Kolingen
- Västerviks-Ludde